# Selenops makimaki
Espèce
Selenops makimaki est une espèce d'araignées aranéomorphes de la famille des Selenopidae.

## Distribution
Cette espèce est endémique d'Oaxaca au Mexique,. Elle se rencontre sur le Cerro El Bejucal.

## Description
La femelle holotype mesure 7,65 mm.

## Publication originale
- Crews, 2011 : A revision of the spider genus Selenops Latreille, 1819 (Arachnida, Araneae, Selenopidae) in North America, Central America and the Caribbean. ZooKeys, no 105, p. 1-182 (texte intégral).